# Tijana Bošković
Tijana Bošković (Trebigne, 8 marzo 1997) è una pallavolista bosniaca naturalizzata serba, opposto del VakıfBank.

## Biografia
È la sorella minore della pallavolista Dajana Bošković.

## Carriera

### Club
Inizia la sua carriera nel 2010 con il club del Hercegovac: nella stagione 2011-12 fa il suo esordio nella pallavolo professionistica nella Superliga serba ingaggiata dal Vizura. Nel campionato 2013-14, in seguito alla fusione del suo club con il Partizan, difende i colori di quest'ultimo, aggiudicandosi la Supercoppa serba e lo scudetto, ma già nel campionato seguente, conclusi gli effetti dell'accordo tra i due club, torna a vestire la maglia del Vizura, conquistando la Supercoppa serba, la Coppa di Serbia e lo scudetto.
Nella stagione 2015-16 si trasferisce in Turchia vestendo la maglia dell'Eczacıbaşı, con il quale vince due volte il campionato mondiale per club insignita entrambe le volte del premio di MVP della manifestazione e di un riconoscimento come miglior opposto, due edizioni della Coppa CEV (premiata come miglior giocatrice nel 2017-18), tre Supercoppe turche (impreziosite dai riconoscimenti di miglior giocatrice nel 2019 e 2020) e una Coppa di Turchia, insignita nuovamente del premio di MVP.
Dopo un decennio trascorso all'Eczacıbaşı, nel campionato 2025-26 approda alle rivali concittadine del VakıfBank.

### Nazionale
Oltre a far parte delle nazionali giovanili serbe, con cui vince la medaglia d'oro al campionato europeo under 19, venendo premiata anche come MVP, dal 2013 ottiene le prime convocazioni nella nazionale maggiore, con la quale vince la medaglia d'argento alla Coppa del Mondo 2015 e quella di bronzo al campionato europeo 2015.
Conquista la medaglia d'argento durante i Giochi della XXXI Olimpiade di Rio de Janeiro. Nel 2017 vince la medaglia di bronzo al World Grand Prix e d'oro al campionato europeo, nel 2018 l'oro al campionato mondiale e nel 2019 l'oro al campionato europeo, venendo premiata nelle ultime tre competizioni come miglior giocatrice.
Nel 2021 conquista la medaglia di bronzo ai Giochi della XXXII Olimpiade di Tokyo e quella d'argento al campionato europeo, ottenendo, in entrambi i casi, il riconoscimento come miglior opposto. Un anno dopo bissa l'oro al campionato mondiale, nuovamente insignita dei premi come miglior giocatrice e miglior opposto. Nel 2023 mette al collo ancora un argento al campionato europeo.

## Palmarès

### Club
- Campionato serbo: 2

2013-14, 2014-15
- Coppa di Serbia: 1

2014-15
- Coppa di Turchia: 1

2018-19
- Supercoppa serba: 2

2013, 2014
- Supercoppa turca: 3

2018, 2019, 2020
- Campionato mondiale per club: 2

2016, 2023
- Coppa CEV: 2

2017-18, 2021-22

### Nazionale (competizioni minori)
- Campionato europeo Under-19 2014

### Premi individuali
- 2014 - Campionato europeo Under-19: MVP
- 2016 - Campionato mondiale per club: MVP
- 2016 - Campionato mondiale per club: Miglior opposto
- 2017 - Campionato mondiale per club: Miglior opposto
- 2017 - World Grand Prix: Miglior opposto
- 2017 - Campionato europeo: MVP
- 2017 - CEV: Miglior giocatrice dell'anno
- 2018 - Coppa CEV: MVP
- 2018 - Campionato mondiale: MVP
- 2018 - Campionato mondiale per club: Miglior opposto
- 2018 - CEV: Miglior giocatrice dell'anno
- 2019 - Coppa di Turchia: MVP
- 2019 - Campionato europeo: MVP
- 2019 - Campionato europeo: Miglior opposto
- 2019 - Supercoppa turca: MVP
- 2019 - CEV: Miglior giocatrice dell'anno
- 2020 - Supercoppa turca: MVP
- 2021 - Giochi della XXXII Olimpiade: Miglior opposto
- 2021 - Campionato europeo: Miglior opposto
- 2022 - Campionato mondiale: MVP
- 2022 - Campionato mondiale: Miglior opposto
- 2023 - Campionato mondiale per club: MVP
- 2023 - Campionato mondiale per club: Miglior opposto